# 4367 Meech
4367 Meech (1981 EE43) là một tiểu hành tinh vành đai chính được phát hiện ngày 2 tháng 3 năm 1981 bởi Schelte J. Bus ở Siding Spring.